# Sesioplex californicus
Sesioplex californicus är en stekelart som beskrevs av Sanborne 1981. Sesioplex californicus ingår i släktet Sesioplex och familjen brokparasitsteklar. Inga underarter finns listade i Catalogue of Life.